# Björna
Björna (Zuid-Samisch: Bïerne) is een plaats in de gemeente Örnsköldsvik in het landschap Ångermanland en de provincie Västernorrlands län in Zweden. De plaats heeft 431 inwoners (2005) en een oppervlakte van 68 hectare.
De plaats ligt ongeveer 35 kilometer ten noordwesten van de stad Örnsköldsvik. Langs de plaats loopt de rivier de Gideälven.

## Verkeer en vervoer
Bij de plaats loopt de Länsväg 352.
De plaats heeft een station aan de spoorlijn Boden - Bräcke.